# Gerold VI van Armagnac
Gerold VI van Armagnac (1235-1285) was van 1240 tot aan zijn dood burggraaf van Fézensaguet en van 1256 tot aan zijn dood graaf van Armagnac en Fézensac. Hij behoorde tot het huis Lomagne.

## Levensloop
Gerold VI was de zoon van Rogier van Armagnac, burggraaf van Fézensaguet, en diens echtgenote Puella, dochter van heer Amanieu IV van Albret. In 1240 volgde hij zijn vader op als burggraaf van Fézensaguet.
In 1245 stierf zijn neef, graaf Bernard V van Armagnac, zonder mannelijke nakomelingen na te laten. Bernard V werd opgevolgd door zijn zus Mascarosa I en diens echtgenoot, burggraaf Arnold Odo van Lomagne. Gerold betwistte dit omdat hij vrouwelijke erfopvolging als onwettig beschouwde en het kwam tot een oorlog met Mascarosa I en Arnold Odo. In de oorlog werd Gerold gesteund door graaf Raymond VII van Toulouse. Hij werd gevangengenomen, maar kwam terug vrij na het betalen van losgeld, waarna hij zijn strijd succesvol verderzette. Tijdens zijn gevangenschap was zijn moeder Puella regentes van Fézensaguet en in naam van haar zoon huldigde ze Alfons van Poitiers, de opvolger van Raymond VII, als leenheer van Fézensaguet, om op die manier de steun van het graafschap Toulouse te verzekeren. Uiteindelijk verzoenden de vijandige partijen zich in 1255, na de bemiddeling van burggraaf Gaston VII van Béarn.
In 1256 stierf gravin Mascarosa II van Armagnac, de dochter van Mascarosa I en Arnold Odo, zonder nakomelingen na te laten. Gerold erfde als dichtste verwante de graafschappen Armagnac en Fézensac. Als graaf van Armagnac voerde hij talrijke vetes met de seneschalk van deLanguedoc en uiteindelijk werd Gerold gevangengenomen en twee jaar opgesloten in het kasteel van Péronne. Na zijn vrijlating huldigde hij koning Eduard I van Engeland als leenheer van het graafschap Armagnac.
Gerold VI stierf in 1285.

## Huwelijk en nakomelingen
In 1260 huwde hij met Martha (1245/1250-1317), dochter van burggraaf Gaston VII van Béarn en burggravin Martha van Marsan. Ze kregen volgende kinderen:
- Bernard VI (1270-1319), graaf van Armagnac
- Gaston (1275-1320), burggraaf van Fézensaguet
- Rogier (overleden in 1339), aartsbisschop van Auch
- Mascarosa, huwde met Willem Arnold Fumel, burggraaf van La Barthe en Aure
- Alarcon (overleden in 1313), huwde met graaf Bernard VIII van Comminges
- Martha (overleden in 1313), huwde met Bernard Trenqueléon van Lomagne, heer van Fimarcon
- Puella, verloofd met graaf Eli VII van Périgord